# ویلفردو پارتو
ویلفردو فدریکو داماسو پارتو (به ایتالیایی: Vilfredo Federico Damaso Pareto) ‏(۱۸۴۸–۱۹۲۳) جامعه‌شناس، اقتصاددان، مهندس و فیلسوف ایتالیایی بود. اصل پارتو در اقتصاد و مفهوم کارایی پارتو به نام او است.
پارتو در شاخه‌های مختلف علوم انسانی نظریه‌پردازی کرده‌است نظریه حکومت نخبگان در علم سیاست، قانون ۸۰ و ۲۰ در علم مدیریت، و اصل بهینه پارتو در علم اقتصاد از ابداعات اوست.

## زندگی اولیه
ویلفردو پارتو در سال ۱۸۴۸ در پاریس متولد شد. وی فرزند یک تبعیدی از ایتالیا بود. او تحصیلات خود را در فرانسه آغاز کرد؛ ولی آن را در ایتالیا ادامه داد و در ریاضیات و ادبیات کلاسیک تخصص یافت. پارتو در سال ۱۸۶۹ از دانشکده فنی تورین فارغ‌التحصیل شد و سپس حدود ۲۰ سالی را به‌عنوان مهندس و مدیر دو شرکت راه‌آهن ایتالیا کار کرد. وی در سال ۱۸۹۰ در سن ۴۲ سالگی به اقتصاد روی آورد و مدت ۷ سال در لوزان به تدریس اقتصاد پرداخت؛ ولی در سال ۱۹۰۰ که ثروت زیادی به ارث برد از این کار استعفا داد و به سوئیس رفت و بقیه عمر را به مطالعه و تحقیق پرداخت. پارتو اندکی پیش از فوت، توسط حکومت موسولینی به عضویت مجلس سنای ایتالیا انتخاب شد. او جانشین والراس در نظریات اقتصادی بود؛ که در سال ۱۹۲۳ در سوئیس وفات یافت.

## نقش پارتو در اقتصاد
پارتو دومین نفر از مکتب لوزان (به انگلیسی: Lausanne School) است که توسط لئون والراس (۱۸۳۴-۱۹۱۰) پایه‌گذاری شد؛ این مکتب علاوه بر بحث در مورد مقوله مطلوبیت، به هزینه و عرضه نیز پرداخته‌است؛ با این بیان که اگر قیمت، بالاتر از هزینه تولید باشد، عرضه افزایش پیدا می‌کند تا قیمت را پایین آورد و بالعکس؛ اگر هزینه از قیمت پیشی گیرد، عرضه کاهش پیدا می‌کند تا قیمت افزایش یابد.
پارتو یکی از بنیانگذاران اقتصاد ریاضی نیز شناخته شده‌است. دیدگاه او در مقوله تعادل عمومی در اقتصاد رفاه، جایگاه اساسی دارد.

### نظریه‌های اقتصادی
پس از آنکه پارتو توجه خود را معطوف به اقتصاد کرد، به طرفدار تجارت آزاد تبدیل شد و با حکومت ایتالیا به مشکلات برخورد کرد. نوشته‌های او بازتاب‌کنندهٔ افکار لئون والراس بود که می‌گفت اقتصاد ذاتاً یک علم وابسته به ریاضیات است.
پارتو رهبر مدرسهٔ لوزان و نمایندهٔ نسل دوم انقلاب نئوکلاسیک بود.
برخی از نظریه‌های امروزی اقتصاد برپایهٔ کارهای آن‌ها بنا شده‌اند مثلاً:
شاخص پارتو که میزانی برای نشان دادن نابرابری در توزیع درآمد است. او در این نظریه توضیح می‌دهد که در تمام کشورها و در طول تاریخ همیشه توزیع درآمد و ثروت به شدت اریب بوده‌است، که در آن عدهٔ کمی بسیاری از ثروت را دردست دارند. او اظهار داشت تمام جوامع مشاهده شده از یک رابطه لگاریتمی پیروی می‌کنند:
Log N = log A + m log x
که در آن N تعداد افرادی است که ثروتی بیشتر از x دارند و A و m ثابت‌اند.
در طول سال‌ها این قانون پارتو ثابت کرده که به واقعیت نزدیک است.
از نظریات دیگر پارتو می‌توان به موارد زیر اشاره کرد:
1. تفکیک مطلوبیت ترتیبی از مطلوبیت عددی: پارتو معتقد است که مطلوبیت کالاها و خدمات، همانند وزن اجسام قابل محاسبه و اندازه‌گیری نیست. او با این وجود اضافه می‌نماید که این موضوع مانع این نخواهد بود که بگوییم و تصریح کنیم که هر مصرف‌کننده به‌طور عقلایی مقادیر کالایی که می‌خرد انتخاب می‌کند. در حقیقت مصرف‌کننده می‌داند که مثلاً برای او کدام ترکیب از کالاها با صرفه‌تر از ترکیبات دیگر است. با این ترتیب می‌توان تصریح کرد که با قیمتهای موجود، کدام مقادیر از کالاها را انتخاب و مصرف می‌کند که به نظر او با صرفه‌تر باشد. این موضوع مبین آن است که جانشین کردن مقدار مشخصی از کالای A به‌وسیله مقدار مشخصی از کالای B حائز همان مطلوبیت اولی است و مصرف‌کننده در صورتی اقدام به انتخاب کالای جانشین می‌کند، که قیمت همان مقدار از B، کمتر از قیمت همان مقدار از A باشد. اگر نرخ نهایی جانشینی کالای A به B، کمتر از نسبت قیمت A به قیمت B باشد، می‌توان نتیجه گرفت که ترکیب کالاهای انتخاب‌شده توسط مصرف‌کننده به نحوی خواهد بود که نرخ نهایی جانشینی بین دو کالا، مساوی نسبت قیمت دو کالا باشد. به‌همین جهت در حالت تعادل، برای مصرف‌کننده نسبت مطلوبیت نهایی کالاها، مساوی نسبت قیمت‌های آن‌ها خواهد بود؛ زیرا اگر بتوان به‌عنوان مثال ۲ واحد کالای B را جانشین یک واحد کالای A کرد، درست مثل این است که مطلوبیت نهایی یک واحد از کالای A، دو برابر مطلوبیت نهایی یک واحد از کالای B است؛ در این صورت نرخ نهایی جانشینی کالای A به B یعنی برابر نسبت مطلوبیت نهایی کالای Aبه B است.
2. استثمار طبقات اجتماعی با هر دو نظام سوسیالیسم و لیبرالیسم: پارتو در زمینه سیاست اقتصادی هواداران اقتصاد آزاد مطلق و اقتصاد اشتراکی را به باد انتقاد گرفت و در مقام بیان نظریه جدیدی پیرامون برگزیدگان و رهبران اجتماع برآمد ولی توفیق چندانی برای تعریف دقیق آن نیافت. در عین حال به باور او، آزادی مطلق اقتصادی و اقتصاد اشتراکی، هر دو مباین و مخالف طبیعت بشر است و به استثمار غیرعادلانه طبقات مختلف اجتماع به‌دست یکدیگر خواهد انجامید.
3. استفاده از روان‌شناسی در تحلیل‌های اقتصادی: پارتو در کتاب «ذهن و عین» می‌گوید باید پیرامون عوامل محرّکه فعالیت بشر، بررسی‌های بیشتر و عمیق‌تری انجام داد و تنها به نفع شخصی اکتفا نکرد. به‌نظر او، نباید تأثیر شهوات، اعتقادات و عادات را فراموش نمود و لو اینکه انسان غالباً تأثیر و اهمیت این عوامل را در پرده استدلال و منطق بپوشاند. به‌همین جهت، نظریاتی که تنها جنبه منطقی و عقلایی داشته باشد، خواه ناخواه مصنوعی است؛ زیرا رفتار انسان تنها پیرو عقل و منطق نیست و عوامل محرکه دیگری نیز دارد. با این کار، وی از روانشناسی در تحلیل اقتصادی استفاده کرد و نتایج خوبی به‌دست‌آورد.
4. کارایی پارتو (به انگلیسی: Pareto efficiency): در یک سیستم اقتصادی، بنگاه‌های تولیدی با به‌کارگیری عوامل تولید و با توجّه به فنون تولیدی، مبادرت به تولید کالاها و خدمات می‌کنند. آنگاه کالاها و خدمات تولیدشده، به‌وسیله مصرف‌کنندگان، مصرف شده و برای آن‌ها ایجاد مطلوبیت می‌کند. این بنگاه‌ها، می‌توانند ترکیب‌های متفاوت نهاده‌ها و سبدهای مختلف کالاها و خدماتی را تولید کنند که در واقع نشان‌دهنده تخصیص‌های ممکن نهاده‌ها، در تولید ستاده‌ها است. البته همه این تخصیص‌ها و همچنین هر مجموعه‌ای از کالاها و خدمات، که با ترکیبات مختلفی بین مصرف‌کنندگان توزیع می‌شوند، مناسب و کارآمد نیستند. مفهوم بهینه پرتو، در جهت تشخیص و تعیین شرایط کارآمد در بخش تولید و مصرف کالاها و خدمات مورد استفاده قرار می‌گیرد. آن توزیعی از کالاها و خدمات را «بهینه پارتو» یا کارآمد خوانند که نتوان با توزیع مجدد کالاها و خدمات، مطلوبیت یک مصرف‌کننده را افزایش داد مگر اینکه حداقل منجر به کاهش مطلوبیت یک مصرف‌کننده دیگر بینجامد؛ بنابراین اگر بتوان با توزیع مجدد کالاها و خدمات، مطلوبیت یک مصرف‌کننده را بدون کاهش در مطلوبیت مصرف‌کنندگان دیگر افزایش داد هنوز به موقعیت کارآمد توزیع کالاها و خدمات یا «بهینه پارتو» در مصرف نرسیده‌ایم. با تعریفی مشابه آنچه در بخش مصرف ذکر شد، می‌توان شرط بهینه پارتو در تولید کالاها و خدمات را ارائه کرد. آن تخصیصی از نهاده‌ها در تولید کالاها و خدمات، بهینه پارتو است که نتوان با تخصیص مجدد نهاده، تولید یک کالا یا خدمت را افزایش داد؛ مگر اینکه لااقل تولید یک کالا و خدمت دیگر، کاهش یابد؛ بنابراین اگر بتوان با تخصیص مجدد نهاده‌ها، تولید یک کالا یا خدمت را بدون کاهش در تولید دیگر کالاها و خدمات، افزایش داد، شرایط تخصیص کارآمد نهاده‌ها یا بهینه پارتو در تولید حاصل نشده‌است.
5. ترکیب مختلف عناصر برای رسیدن به تعادل: پارتو در مسئله تعادل در امر تولید بیان می‌کند که عناصر مختلف را به چه صورت باید باهم ترکیب نمود. وی در این زمینه اظهار می‌دارد که این داروها بی‌حساب و بر حسب اتفاق با یکدیگر ممزوج نمی‌شوند؛ بلکه می‌بایست برطبق قانون باشد. در شیمی آن را قانون‌مندهای معین می‌نامند؛ که بی‌رعایت آن، جوهر عناصر مختلف با یکدیگر قابل ترکیب نیستند. در واقع این بیان فقط جنبه تشبیه و تمثیل دارد و الا ترکیب عوامل تولید در کارخانه، هرگز به دقت آمیزش عناصر هیدروژن و اکسیژن برای ترکیب آب نیست. ممکن است یک نتیجه معیّن را با عده بیشتر کارگر و مقدار کمتر سرمایه، به‌دست‌آورد و بالعکس. آنچه می‌شود گفت این است که برای هر مورد، نسبت افضلی وجود دارد که با آن می‌توان به حداکثر بهره‌مندی رسید. شناسایی این برتری نسبت، به این صورت است که با کم و زیاد کردن واحدهای کار و سرمایه سودمندی نهایی هریک از آن‌ها را مساوی کرد.
6. اصل پارتو یا قانون ۲۰–۸۰: در سال ۱۹۰۶ پارتو یک فرمول ریاضی برای توصیف توزیع نابرابر ثروت در کشور خود ابداع کرد. او مشاهده کرده بود که بیست درصد از مردم بیش از هشتاد درصد ثروت را در اختیار دارند. پس از اینکه پارتو مشاهدات خود را انجام داده و فرمول خویش را ابداع نمود، بسیاری از محققین پدیده‌های مشابهی را در زمینه تخصصی خویش مورد بررسی قرار دادند. پیشتاز مدیریت کیفیت دکتر ژوزف جوران که در سالهای دهه ۱۹۳۰ و ۱۹۴۰ در آمریکا زندگی می‌کرد، یک اصل جهانشمول را شناسایی کرد که آن را «اندکهای حیاتی و بسیارهای کم‌اهمیت» نامید و به صورت مکتوب درآورد. فقدان دقت کافی در کار اولیه‌ای که انجام داده بود باعث شد، آن را بسط نظرات اقتصادی پارتو در زمینه‌ای وسیعتر بدانند و نام اصل، پارتو باقی ماند. قاعده ۲۰/۸۰ بدین معنا است که در هرچیزی، میزان اندکی (۲۰ درصد) دارای اهمیت حیاتی و بسیاری (۸۰ درصد) کم‌اهمیت یا دارای اهمیت ناچیز است. در مورد پارتو این قاعده بدین معناست که ۲۰ درصد مردم ۸۰ درصد ثروت را در اختیار دارند. در کار اولیه جوران چنین بیان شده‌است که ۲۰ درصد نواقص باعث ۸۰ درصد مشکلات می‌شوند. به عنوان مثال، شاید توجه کرده باشید که ۲۰ درصد از لوازم شما بیش از ۸۰ درصد فضای انبار خانه را اشغال می‌کنند.